# رادیسون بلو
رادیسون بلو (انگلیسی: Radisson Blu) شرکت مهمان‌نوازی آمریکایی بلژیکی است، که در سال ۱۹۶۰ تأسیس شد.